# 冬之旅

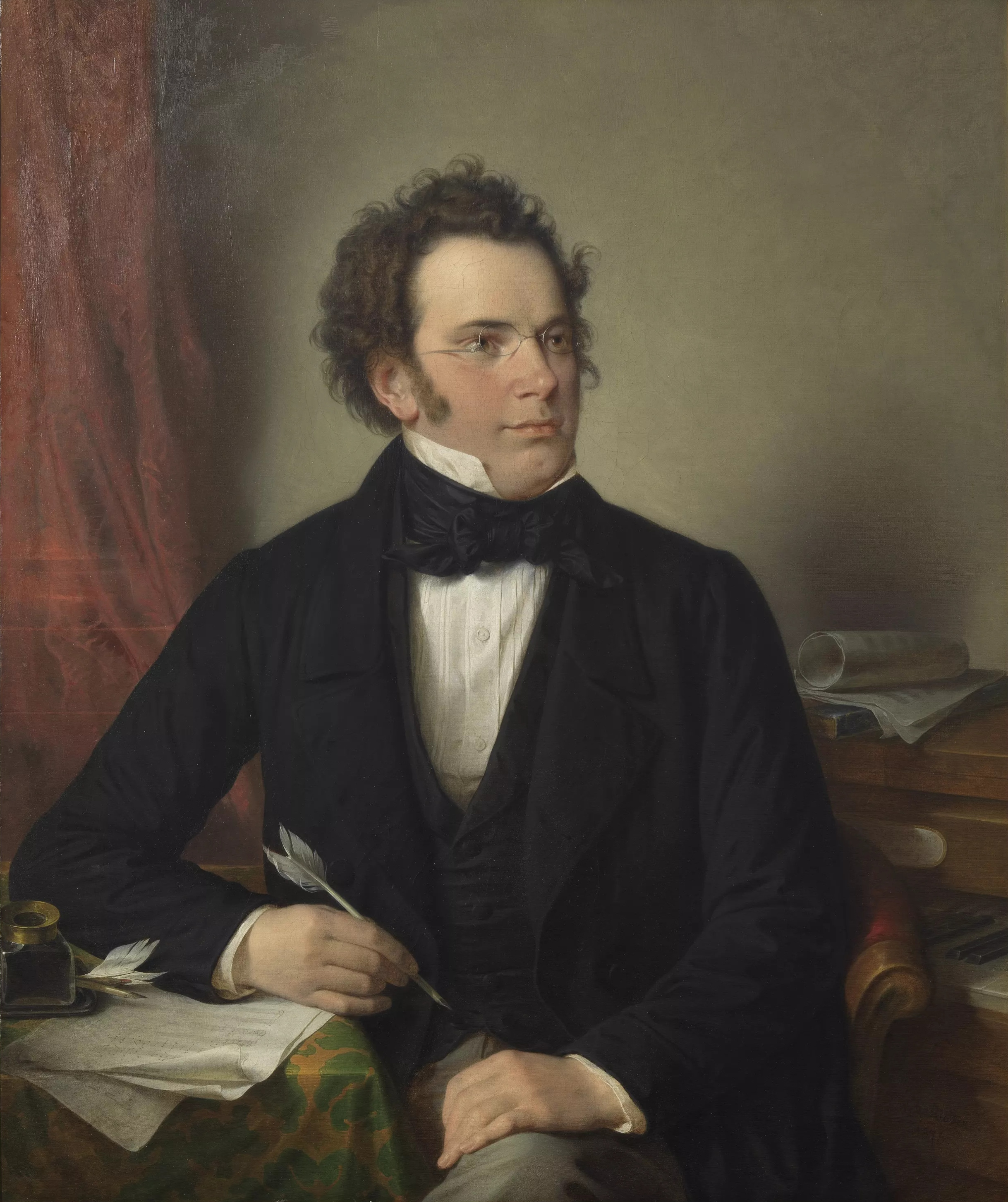
弗朗茨·舒伯特

《冬之旅》（德語：Winterreise），D. 911（或作品89），是奥地利作曲家弗朗茨·舒伯特依据威廉·米勒的诗改编的声乐套曲，创作于1827年至1828年间。在这部套曲之前，舒伯特曾在1823年为米勒的《美丽的磨坊女》配过曲。它是在舒伯特日益病入膏肓时创作的，因而多少能反应出他当时的身心状态。
《冬之旅》讲述了失恋的主人公在冬季漫行时的所见所感。由于其较大的体量，并且其中歌曲间存在千丝万缕的联系，因而它对于表演者的诠释有较高的要求。尽管此前路德维希·范·贝多芬曾在1816年写过套曲《致远方的爱人》，但舒伯特所写的《美丽的磨坊女》及《冬之旅》仍可称开创这种体裁先河之作。
这部套曲原本为男高音和钢琴而作，但经后人改写，其他音域的歌唱家也可演唱。在舒伯特身后，弗朗茨·李斯特等作曲家对于这部套曲进行了改编。并且，它还影响到了后世的一些作品，比如古斯塔夫·马勒的《青年流浪之歌》。后人也试图从这部套曲中读出舒伯特在政治方面的一些诉求。

## 写作过程

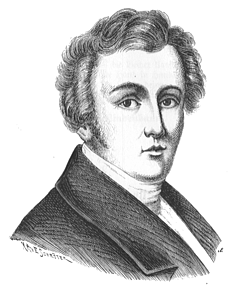
威廉·米勒

《冬之旅》是分两部分完成的，每部分各包含12首歌：第一部分完成于1827年2月，第二部分完成于1827年10月。两部分出版时间也有不同：第一部分出版于1828年1月14日，第二部分出版于1828年12月30日。歌词作者威廉·米勒是在1827年去世的，因而未能在生前听到这部套曲。他也未曾听过舒伯特在此之前写的《美丽的磨坊女》。这部套曲在此之前已经经舒伯特的朋友男中音歌唱家约翰·米夏埃尔·福格尔在其奥地利巡演期间推介至当地许多音乐世家。福格尔认为舒伯特所写的歌曲“是神来之笔，具有超绝的洞察力”。舒伯特是在1823年莱比锡出版的一部年鉴中找到前12首诗的。而在他完成为这12首诗配曲后，他又在米勒1824年出版的《巡游号手留诗》中找到剩下的12首诗。米勒将这本书题献给他的儿子的教父，作曲家卡尔·马利亚·冯·韦伯，“作为友谊与欣赏的见证”。1827年3月4日，舒伯特曾邀请他的友人到他的住处试听套曲的第一部分，但最终没能成行，并一直推迟至全曲完成时。
米勒在1823年至1824年间对于诗的行文及次序做了一些调整。由于套曲是分两部分完成的，因而其保留了诗的部分原始风貌：如将后12首作为前12首的延续。除了调整《勇气》以及《幻日》之外，他在铺排曲目次序基本也是依照米勒原来采用的次序。在后来编订的米勒作品合集中，诗的次序被调整为：《晚安》，《风向标》，《冰结之泪》，《心死》，《椴树》，《邮差》，《洪流》，《河上》，《回望》，《白首》，《乌鸦》，《结末之望》，《村中》，《风雪之晨》，《幻象》，《路标》，《客栈》，《鬼火》，《休憩》，《幻日》，《春梦》，《孤寂》，《勇气》，《风琴奏者》。这与舒伯特采用的次序有很大的不同。依照舒伯特的铺排顺序，套曲的第一部分讲述的是主人公离开他爱的人的居所，第二部分讲述的是主人公对于爱情的憧憬希望破灭选择甘于孤独。
《冬之旅》中钢琴部分所承担的比重与人声部分不分伯仲。在作品中，钢琴弹奏出的旋律一直在传达着主人公的心绪，如《河上》中诡异的节奏、《回望》中不安的切分音、《孤寂》中戏剧性的颤音、《鬼火》中闪烁的音群以及《风雪之晨》中尖锐的重音。钢琴部分还充分地展现了诗中意象，如纷纷扬扬的大雪，呼啸的冬风，寒冰下的河水，啼叫的鸟，聒噪的乌鸦，吠叫的狗，风中嘎吱嘎吱作响的风向标，远处鸣响的邮号以及低吟不止的手摇琴。

## 创作意图

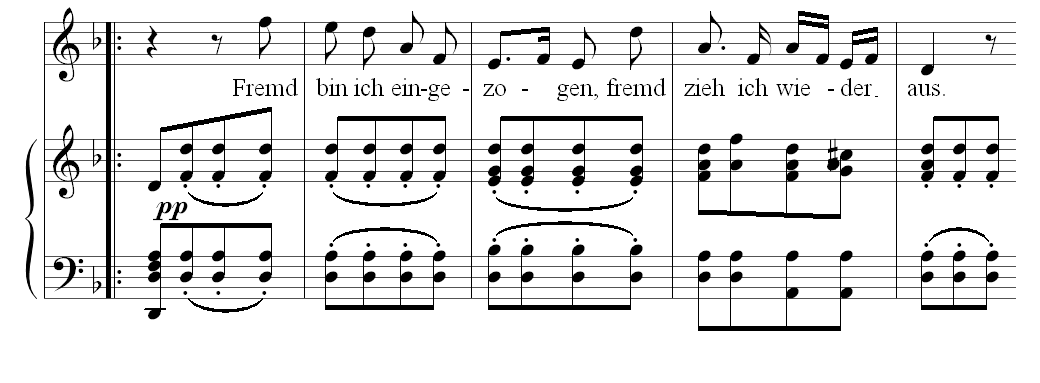
《晚安》开头部分的几个小节：“来时我孤单一人，去时亦孑然一身。”

舒伯特为何要去创作带有明显忧郁色彩的《冬之旅》？这一点一直众说纷纭。音乐学家伊丽莎白·诺曼·麦凯提出：“到1822年底，……，舒伯特的病情日益加重。梅毒不可避免地对他的余生产生了影响，包括他的身心状况以及他创作的作品。”《冬之旅》正是在他日益病入膏肓时创作的。

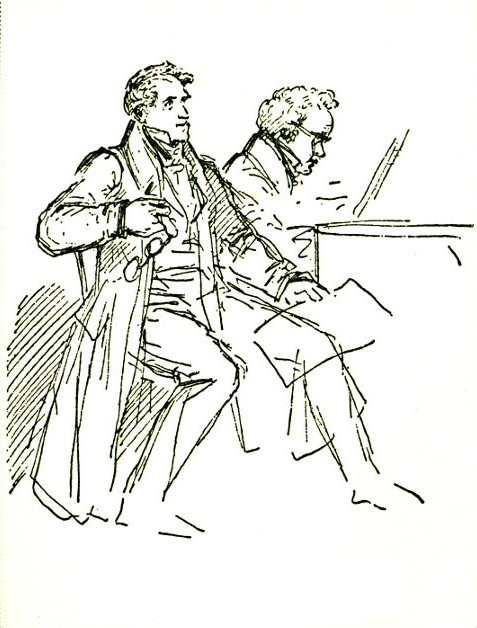
舒伯特（弹钢琴者）与福格尔

舒伯特的朋友弗朗茨·冯·肖伯、爱德华·冯·鲍恩费尔德、约瑟夫·冯·施鲍恩以及诗人约翰·迈尔霍费尔常去听舒伯特的音乐会。依据迈尔霍费尔描述，舒伯特在创作《冬之旅》时正深深沉浸在忧郁之中，因为“玫瑰色已彻底从他的生活中消失，寒冬正向他步步紧逼”。施鲍恩后来这样描述忧郁的舒伯特演唱冬之旅时的情景：
“今天来到了肖伯的家。我会为你们演奏一组恐怖的歌。不曾有歌会给我本人带来这么大的触动。”他接着带着深重的情感为我们演奏了整部《冬之旅》。我们都因歌中抑郁的情绪而哑然失声。肖伯说其中只有《椴树》这首令他暂得安适。舒伯特跳着脚，说：“我所创作的歌中不曾有歌会像这些歌那样令我高兴。（我想）终有一天，它们也会令你们愉悦的。”

乐评人理查德·卡佩尔曾这样将《冬之旅》与舒伯特此前创作的《美丽的磨坊女》做了对比：
（诗中的故事）发生季节有所不同：一个发生在十二月，另一个则发生在五月。《冬之旅》的悲情内核也更为深沉：它讲述的是男人的痛苦，《美丽的磨坊女》则讲的是青年的痛苦。我们无需去可以对《冬之旅》所传达的悲情做过分的解释，因为作曲者本人就像个17岁的男孩一样一直尝试着在音乐里表达像格蕾琴那样的哀伤。他之前就曾样创作了一首又一首的歌曲：如为米尼翁写的悲歌、为竖琴写的哀歌、迈尔霍费尔的思乡曲等等。所以我们不应惊异于舒伯特在创作《冬之旅》时虽形容憔悴却并没有表现出抑郁而是表现出某种神圣的欣喜……我们看到的是他欣喜于能创作出充满悲情的《冬之旅》，或许他喜的是他对于这一主题较为擅长，或许他喜的是他能得以与老友重逢，或许他喜的是他能描摹出诗中的火与雪、洪流与寒冰、灼热的心与结冰的泪。《冬之旅》的作曲者虽身体饥饿，精神却无比欢愉。
舒伯特在生命的最后时刻一直在校订着《冬之旅》的第二部分。他对于套曲的最后一首《风琴奏者》的校订已不可考。尽管他没能见证这部套曲正式出版，但很庆幸的是，他能在生前听到福格尔对于全曲的演绎。在他身后，《维也纳剧场杂志》对《冬之旅》做出了这样的评价：
米勒天真烂漫，多愁善感。他用外界自然的色彩与意象反衬出内心的火热。舒伯特的音乐将这种天真表达得恰如其分：诗中蕴含的情感反映在音乐的情感表达之中。不会有人不会为之动容。
女中音歌唱家埃列娜·格哈特曾这样形容《冬之旅》：“如果你有幸演唱过这部套曲，它就会在你脑中萦绕不散。”

## 作品性质

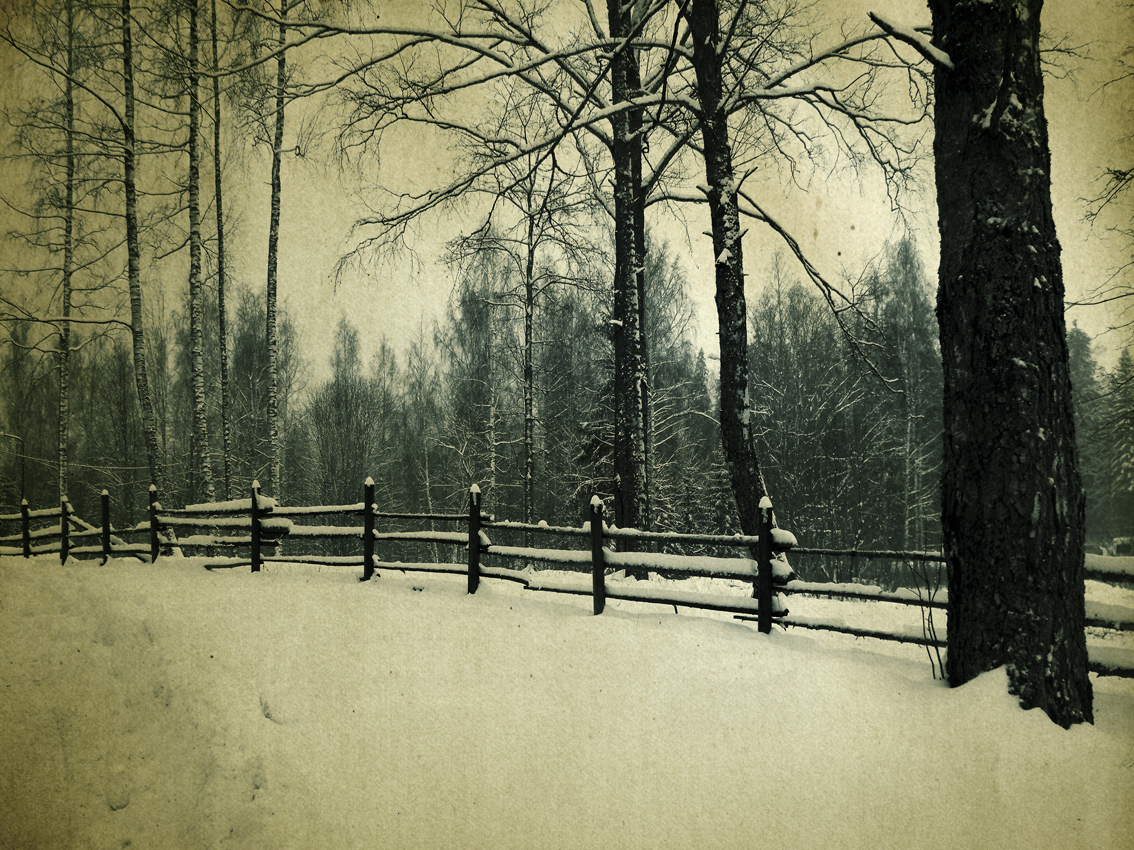
冬日景色

在彼得斯版曲谱的引言中，威廉·米勒之子马克斯·米勒提出，舒伯特的两部套曲具有与全本悲情歌剧不同的戏剧效果，特别是被一些像珍妮·林德或是尤利乌斯·施托克豪森这样的歌唱大师演绎时。与《美丽的磨坊女》类似，《冬之旅》不仅仅只是表达失恋主题的歌曲集合，更是一齣完整的独角戏。尽管其中有些歌曲有时会单独出现在演奏曲目中，但歌唱家为了不破坏作品的完整性通常会演出全本的《冬之旅》。作曲家精心安排这部套曲各部分的情感深度与拐点，让主人公的情感随着一个个音符发展到近似病态的程度。
《冬之旅》以独特的叙事与剧情序列讲述了失恋的主人公在雪地漫行时的所见所感。这部套曲讲述的是爱人已另有垂青的主人公在夜里悄悄地逃离爱人所居的小镇，沿着一条河走入另一个村落。虽一度想去寻死，他最终还是选择甘于孤独。寒冷灰暗、毫无生趣的冬景映射着他内心的情感。他在独行路上遇见的人与物构成一首首歌曲的主题。这不仅仅只是脚下的旅行，更是心中所进行的一次长行。
舒伯特的两部套曲对于后世的德语艺术歌曲有重要的的影响。其不仅对后世作品风格产生影响，更影响到了德奥古典音乐整体的发声技巧。歌唱家需要耗费大量的心力与体力才能完整诠释出这部作品。

## 歌词大意
这部套曲由24首歌曲组成，歌词大意如下：

### 晚安（Gute Nacht）
歌词大意：“来时我孤独一人，去时亦孑然一身。”在鲜花盛开的时节，他与一个女孩儿坠入爱河，并希望与她结成百年之好。但现在世界漫是苦闷，他不得不离开。冷寂的冬夜里，他在杳无人烟的雪地上寻找着去路。“爱情喜爱四处游荡，造物者如是安排，自这个人到那个他。”他在爱人的门上写上“晚安”，述说着对于她残存的情意。

### 风向标（Die Wetterfahne）
歌词大意：她房子上的风向标在风中嘎吱嘎吱作响。在他听来就像是嘲笑着他这位逃亡者。他叹息着爱人的离去。“他们又可会在乎我的痛苦？他们的孩子已是富人之妇。”

### 冰结之泪（Gefror'ne Tränen）
歌词大意：在发现从脸颊上落下冰晶时，他注意到自己在哭泣。他叹息着他的眼泪竟也会结冰，因为它们来自他那颗足以消释寒冰的火热的心。

### 心死（Erstarrung）
歌词大意：他在雪下枉然地寻找着她留下的足迹。在那里，他与她曾在如茵的草地上相依而过。他想要俯伏在地面，用眼泪去消释冰雪，可那里的鲜花绿草早已凋零。在他已如死灰的心中冻结着她的音容笑貌。如果他心上的寒冰消融的话，那她的印迹也会随之而走。

### 椴树（Der Lindenbaum）
歌词大意：他看见那棵刻记着他的爱情的树。它似乎召唤着他在其庇荫下休息片刻。但并没有折返，而是继续在冬风中前行。在前行数小时后，他仍听见它在召唤：“你在这里可以寻回平静。”

### 洪流（Wasserflut）
歌词大意：他的热泪落下，融于冰雪之中。当春风吹来，冰雪消释，它们会随着小河流到她所在的小镇。

### 河上（Auf dem Flusse）
歌词大意：严冰下的小河并没有为他送别。他在冰上留下了对于那份爱的纪念。那条河是他那颗外表已满是严冰，内里仍汹涌流动的内心的写照。

### 回望（Rückblick）
歌词大意：他从小镇中仓皇逃出，回想起春天时到达“这满是世态炎凉的小镇”的光景，以及那双俘获了他的眼。每当想到这些时，他都想要回去，静静地站在她家房前。

### 鬼火（Irrlicht）
歌词大意：山中的鬼火总是引他误入歧途，但他已习以为常，因为他终能找到目的地。我们的喜乐与忧愁也正如那鬼火一样。像那终将入海的河流，忧愁也都会走入坟墓。

### 休憩（Rast）
歌词大意：在他歇脚时，他才意识到自己已疲惫不堪。但在找到庇身之所后，他却并未得到安适。而那条毒虫也在不停啮咬着他的那颗心。

### 春梦（Frühlingstraum）
歌词大意：梦中，他见到花草缤纷的五月，以及与爱人的种种过往。醒时，眼前耳边的却是寒冷晦暗，乌鸦聒噪。他看到有人在窗上的霜上作画。他想那人或许会嗤笑他这位妄想者。他闭上眼默想着：“那树何时能回春？我又何时能将爱人重拥入怀？”

### 孤寂（Einsamkeit）
歌词大意：他漫行着，像是那天边的孤云，走过那曾经光鲜的生活。“当暴雪袭来，我也许就不会如是凄凉。”

### 邮差（Die Post）
歌词大意：他听见远处响起的邮号。“我的心啊，你为何如此悸动？又没有写给你的信！”邮差是从她所在的小镇而来。他想要去从那里打探些消息。

### 白首（Der greise Kopf）
歌词大意：他的头上已积了一层厚厚的雪，让他像一个白发苍苍的老翁。但他却感到十分快乐。但当积雪消融，青丝重回，他却又为自己的年轻感到恐惧：“就木之路何其长矣。”

### 乌鸦（Die Krähe）
歌词大意：一只乌鸦一直在他头上盘旋，或许是想要蚕食他的尸体。“那已不在遥远。乌鸦，在我阖上这双眼前，就让我看看你的忠诚！”

### 结末之望（Letzte Hoffnung）
歌词大意：他将他最后的希望寄寓于树上的一片树叶。那树叶正在风中瑟瑟作抖。如果它也随风飘落的话，他的希望也会随之而去。而他也会俯伏地面，在埋葬希望之地哭泣。

### 村中（Im Dorfe）
歌词大意：村中的狗在肆意吠叫。人们在床上安眠，梦着那些虚妄之物。尽管那些东西在他们醒时就会随之而去，但他们还是乐于在枕上寻得安乐乡。“我的梦想早已破灭。我却又为何在这沉睡的人间游走？”

### 风雪之晨（Der stürmische Morgen）
歌词大意：风暴自天边袭来，映射着他那颗漫是狂风的心。

### 幻象（Täuschung）
歌词大意：跳动的光点引他四处打转。他却一直欣喜地跟着它们。他看到在那冰冷可怖的黑夜里，有一处明亮温暖的宅邸。只有在幻象里，他才能找到片刻温存。

### 路标（Der Wegweiser）
歌词大意：“我不曾犯过不可告人之错，为何要去行走于无人的凄凉之地？”他不曾停歇地漫行着，却并未找到片刻安宁。在他的眼前竖着一个路标。“我要去走那无人能归之路。”

### 客栈（Das Wirtshaus）
歌词大意：他走到了一处墓园。但这“客栈”的“客房”却全都满了。他不得不带着那一路跟着他的手杖继续前行。

### 勇气（Mut）
歌词大意：他掸去了脸上的雪，高声唱着歌，忘却心底的自责。他面对着风雪畅快地前行“如果已无救世主，那我们自己就是神吧！”

### 幻日（Die Nebensonnen）
歌词大意：他盯着天空中的三个太阳。“你们并不是我的太阳！曾经我确实有三个，但我喜爱的那两个早已西斜。如果第三个也落下的话，在黑暗里我会更快乐。”

### 风琴奏者（Der Leiermann）
歌词大意：在村外站着一位演奏者手摇风琴的人，用他已冻僵的手指摇着风琴的摇杆。他的演奏无人问津，只有狗在他身边吠叫。他任它们随意吠叫，一刻不停地演奏着。“这位老人，我能与你同行么？你能伴着我的歌演奏风琴么？”

## 政治解读
近年来，有一些学者在《冬之旅》中听到了弦外之音。在像“远远近近的一棵棵树上，尽是褪去绿色的树叶”这样的词句中，他们听出了诗人对于当时时局的讽喻。而在像“狗在吠叫，链条嘎嘎作响”这样的词句中，他们也听出了这份意思。所以，他们觉得所谓“冬天”指的是梅特涅体系下政治的严冬。1822年，莱比锡的文学杂志《乌剌尼亚》以及威廉·米勒的作品都被奥地利当局封禁。舒伯特与当时的一些反对派人士过从甚密，并在用自己的才华为这些力量呼喊。他曾在1826年从当局对于持不同政见者俱乐部的一次突袭中侥幸逃出。音乐家阿希姆·格雷斯曾就隐喻时局的词句做过详细的解读。而哈佛大学的音乐学专家莱因霍尔德·布林克曼从诗句中解读出另一层意思。他认为《冬之旅》是在暗讽在权力与条约横行的时代，当局推行的反动的“神圣艺术”。

## 版本流变
除了调整顺序外，舒伯特还对米勒的一些词句做了调整： 
1. 《心死》第四行“我的心上已是严冰”改为“我的心已经死了”。
2. 《鬼火》第二行“我们的伤痛”改为“我们的忧愁”
3. 《路标》第三行“街上的路标”改为“路上的路标”

这些改动后来在曼德哲夫斯基版中被改了回来。
而舒伯特的手稿中一些歌曲的调性也与后来出版的版本有所不同。下表展示的是不同版本中歌曲的调性。大调以大写字母表示，小调以小写字母表示。

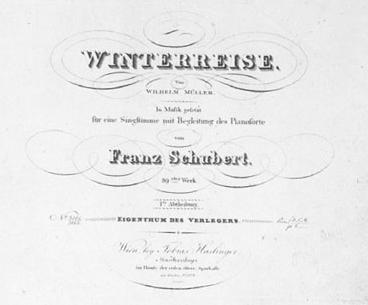
《冬之旅》1828年首版封面

| 曲名         | 手稿及抄本  | 彼得斯版 | 彼得斯版   | 席尔默版 |
| ------------ | ----------- | -------- | ---------- | -------- |
| 曲名         | 手稿版      | 中音版   | 男女低音版 | 低音版   |
| 《晚安》     | d           | b♭       | a          | c        |
| 《风向标》   | a           | f        | d          | f        |
| 《冰结之泪》 | f           | d        | b          | d        |
| 《心死》     | c           | g        | g          | a        |
| 《椴树》     | E           | D        | C          | E        |
| 《洪流》     | f♯后转调至e | c        | b          | c♯       |
| 《河上》     | e           | c        | a          | c        |
| 《回望》     | g           | e♭       | d          | e        |
| 《鬼火》     | b           | g        | f          | g        |
| 《休憩》     | d后转调至c  | a        | g          | a        |
| 《春梦》     | A           | F        | F          | G        |
| 《孤寂》     | d后转调至b  | a        | g          | b        |
| 《邮差》     | E♭          | B        | G          | B♭       |
| 《白首》     | c           | a        | a          | c        |
| 《乌鸦》     | c           | a        | g          | b♭       |
| 《结末之望》 | E♭          | C        | B♭         | D        |
| 《村中》     | D           | C        | B♭         | D        |
| 《风雪之晨》 | d           | c        | b          | d        |
| 《幻象》     | A           | G        | G          | A        |
| 《路标》     | g           | e♭       | d          | e        |
| 《客栈》     | F           | E♭       | D          | F        |
| 《勇气》     | a后转调至g  | f        | d          | f        |
| 《幻日》     | A           | F        | F          | A        |
| 《风琴奏者》 | b后转调至a  | f        | f          | g        |

## 作品改编
在舒伯特身后，有许多作曲家对于冬之旅进行了改编：
- 弗朗茨·李斯特曾将其中的12首改编为钢琴独奏作品（S. 561），并重新安排了曲顺[23][f]：

1. 《晚安》（S.561/1）
2. 《幻日》（S.561/2）
3. 《勇气》（S.561/3）
4. 《邮差》（S.561/4）
5. 《心死》（S.561/5）
6. 《洪流》（S.561/6）
7. 《椴树》（S.561/7）
8. 《风琴奏者》（S.561/8）
9. 《幻象》（S.561/9）
10. 《客栈》（S.561/10）
11. 《风雪之晨》（S.561/11）
12. 《村中》（S.561/12）

- 利奥波德·戈多夫斯基曾将舒伯特所写的许多歌曲改编为钢琴独奏作品。他曾改编过《冬之旅》的《晚安》。[22]
- 汉斯·岑德尔1993年为《冬之旅》进行了管弦配器。[25]
- 2001年，延斯·约瑟夫（英语：Jens Josef）将《冬之旅》改编为由男高音与弦乐四重奏表演。2002年，克里斯蒂安·埃尔斯纳与亨舍尔四重奏（英语：Henschel Quartet）录制了这一版本[26]。2004年，彼得·许莱尔与德累斯顿弦乐四重奏也录制了这一版本[27]。
- 2001年12月，约翰·诺伊迈尔（英语：John Neumeier）依据《冬之旅》编排了一齣芭蕾舞剧。[28]
- 2007年，双簧管演奏家诺曼德·福盖特将《冬之旅》改编为由室内管乐团表演。这一版本在该年的9月录音。[29]
- 马蒂亚斯·罗伊布纳（英语：Matthias Loibner）受到《风琴奏者》的启发，编排了手摇风琴与人声共演的《冬之旅》，并于2010年录音。[30]
- 手风琴演奏家威廉·施摩尔曾与一位独立摇滚歌手录制了手风琴伴奏版的《冬之旅》，并在2013至2014年度的美国手风琴联合会系列大师课及演奏会上演出。[31]

## 深远影响
有许多著名作品受到了《冬之旅》的影响：如古斯塔夫·马勒的《青年流浪之歌》以及本杰明·布里顿的《夜之乐章》（英語：Night-piece）。1991年，莫里·叶斯顿为庆贺卡内基大厅落成百年创作了带有《冬之旅》影子的《十二月之歌》。

## 录音版本
以下是几个较为著名的录音版本：
| 声乐部分               | 钢琴部分                  | 录制年份 | 录音厂牌       | 脚注         |
| ---------------------- | ------------------------- | -------- | -------------- | ------------ |
| 汉斯·杜汉              | 费迪南德·福尔 莱内·奥弗曼 | 1928     | German HMV     | [ g ] [ 35 ] |
| 理查德·陶伯            | 米沙·斯伯良斯基           | 1928     | Polydor-Odeon  | [ h ] [ 35 ] |
| 格哈德·许施            | 汉斯·乌多·米勒            | 1933     | HMV            | [ i ]        |
| 彼得·安德斯            | 米夏埃尔·劳海森           | 1945     | DG             | [ 36 ]       |
| 汉斯·霍特              | 杰拉德·摩尔               | 1955     | Columbia       | [ j ]        |
| 迪特里希·菲舍尔-迪斯考 | 杰拉德·摩尔               | 1955     | HMV            | [ k ] [ l ]  |
| 迪特里希·菲舍尔-迪斯考 | 杰拉德·摩尔               | 1962     | HMV            | [ m ]        |
| 迪特里希·菲舍尔-迪斯考 | 杰拉德·摩尔               | 1971     | DG             | [ n ]        |
| 迪特里希·菲舍尔-迪斯考 | 约尔格·德慕斯             | 1965     | DG             | [ o ]        |
| 迪特里希·菲舍尔-迪斯考 | 丹尼尔·巴伦博伊姆         | 1979     | DG             | [ p ]        |
| 迪特里希·菲舍尔-迪斯考 | 阿尔弗雷德·布伦德尔       | 1985     | Philips        | [ q ]        |
| 迪特里希·菲舍尔-迪斯考 | 穆雷·佩拉希亚             | 1992     | Sony Classical | [ r ]        |
| 彼得·皮尔斯            | 本杰明·布里顿             | 1965     | Decca          | [ s ] [ 38 ] |
| 维尔纳·古拉            | 克里斯托夫·伯纳           | 2010     | Harmonia Mundi | [ 39 ]       |

## 脚注

### 引注
1. ↑  Friedlaender 1924.
2. ↑  Reed，第441頁.
3. 1 2 3  Osborne 1955.
4. ↑  Giarusso，第26頁.
5. ↑  Youens 1991，第21頁.
6. ↑  Robertson 1965.
7. ↑  Youens 1991，第22頁.
8. ↑  Peters 1900，第260頁.
9. ↑  Rehberg 1946，第338－339頁.
10. ↑  Service 2010.
11. ↑  Haywood 1939.
12. ↑  Capell 1928，chpt. Winterreise.
13. ↑  Mann 1965.
14. ↑  Peters 1900.
15. ↑  Bostridge 2014.
16. ↑  GOpera.com.
17. ↑  Reininghaus & Langer 1979.
18. ↑  Hufschmidt 1997.
19. ↑  Goeres 2004.
20. ↑  Brinkmann 2005.
21. ↑  Linn Records.
22. 1 2  IMSLP: Winterreise.
23. ↑  IMSLP: Liszt.
24. ↑  Liszt 1996，第ix－x頁.
25. ↑  Fitch.
26. ↑  ArkivMusic 2002.
27. ↑  Sächsische Zeitung.
28. ↑  The Hamburg Ballet.
29. ↑  Tuttle 2008.
30. ↑  Loibner.
31. ↑  Bandcamp.
32. ↑  Schroeder 2009，第174頁.
33. ↑  Keller 2006，第96頁.
34. ↑  Yeston.
35. 1 2  Darrell 1936，第414頁.
36. ↑  Horowitz 1999.
37. ↑  Jolly 1999.
38. ↑  Lebrecht 2007，第289頁.
39. ↑  Clements 2010.

### 书籍
- Friedlaender, Max. . . Insel-Bücherei 371. Insel-Verlag, Leipzig, with Breitkopf & Härtel, n.d. 1924 （德语）.
- Reed, John. . New York: Universe Books. 1985. ISBN 0-87663-477-3 （英语）.
- Giarusso, Richard. . Reul, Barbara M. & Lorraine Byrne Bodley  (编). . Ashgate. 2008  [2015-11-23]. ISBN 9780754661924. （原始内容存档于2020-10-20） （英语）.
- Youens, Susan. . Ithaca, NY: Cornell University Press. 1991. ISBN 9780801468278 （英语）.
- Robertson, Alec. . London: Decca Records. 1965 （英语）.
- Schubert, Franz. . Leipzig: Peters. 1900 （德语）.
- Rehberg, Walter & Paul. . Zurich: Artemis-Verlag. 1946 （德语）.
- Capell, Richard. . London: Ernest Benn. 1928 （英语）.
- Osborne, Charles. . Gramophone Co. Ltd. 1955 （英语）.
- Mann, William. . Gramophone Co. Ltd. 1965 （英语）.
- Bostridge, Ian. . London: Faber & Faber. 2014. ISBN 9780307961648 （英语）.
- Reininghaus, Frieder; Langer, Liesel. . Oberbaumverlag. 1979. ISBN 9783876281483 （德语）.
- Hufschmidt, Wolfgang. . Pfau. 1997. ISBN 9783930735686 （德语）.
- Darrell, R.D. . New York: The Gramophone shop, inc. 1936. ASIN B0018KMQIK （英语）.
- Lebrecht, Norman. . New York: Anchor. 2007. ISBN 9781400096589 （英语）.
- Schroeder, David P. . The Scarecrow Press. 2009. ISBN 9780810869264 （英语）.
- Keller, Hans. Christopher Wintle , 编. . Plumbago Books and Arts. 2006. ISBN 9780954012366 （英语）.
- Liszt, Franz. . Mineola, N.Y.: Dover Publications inc. 1996. ISBN 9780486288765 （英语）.

### 期刊杂志
- Brinkmann, Reinhold. . Archiv für Musikwissenschaft. 2005: 75－97. JSTOR 25162326 （德语）.

### 新闻
- Haywood, Ernest. . Radio Times. 1939-01-20 （英语）.
- Horowitz, Joseph. . New York Times. 1999-12-12  [2015-11-23]. （原始内容存档于2019-10-12） （英语）.
- Service, Tom. . The Guardian (London). 2010-04-28  [2015-11-21]. （原始内容存档于2012-01-04） （英语）.
- Clements, Andrew. . The Guardian (London). 2010-03-18  [2015-11-23]. （原始内容存档于2019-10-12） （英语）.

### 网络
- . GOpera.com.   [2015-11-19]. （原始内容存档于2020-02-16） （英语）.
- Goeres, Achim. . Achim Goeres Website. 2004  [2015-11-22]. （原始内容存档于2020-01-09） （德语）.
- Jolly, James. . Gramophone. 1999-11-30  [2011-04-19]. （原始内容存档于2019-11-02） （英语）.
- Fitch, Fabrice. . Gramophone.   [2015-11-23]. （原始内容存档于2016-10-18） （英语）.
- . Maury Yeston's website.   [2013-07-01]. （原始内容存档于2020-10-30） （英语）.
- . IMSLP.   [2015-11-23]. （原始内容存档于2020-03-01） （英语）.
- . IMSLP.   [2015-11-23]. （原始内容存档于2019-10-18） （英语）.
- . ArkivMusic. 2002  [2010-11-30]. （原始内容存档于2017-09-13） （英语）.
- . Sächsische Zeitung. 2004-06-21  [2010-11-30]. （原始内容存档于2016-03-18） （德语）.
- . The Hamburg Ballet.   [2015-11-23]. （原始内容存档于2011-06-25）.
- . Linn Records.   [2015-11-23]. （原始内容存档于2018-10-23） （英语）.
- Tuttle, Adam. . Classical Net. 2008  [2015-11-23]. （原始内容存档于2019-07-23） （英语）.
- . Matthias Loibner Website.   [2015-11-23]. （原始内容存档于2016-03-03） （英语）.
- . Bandcamp.   [2015-11-23]. （原始内容存档于2019-10-16） （英语）.

## 延伸阅读
- Blom, Eric. . London: The "Winterreise" Society (Gramophone Company, Ltd). 1933 （英语）.
- Deutsch, Otto Erich. . Leipzig: Breitkopf & Härtel. 1957. ISBN 9783765101861 （德语）.
- Deutsch, Otto Erich. . Frankfort: Fischer-Verlag. 1964 （德语）.
- Fischer-Dieskau, Dietrich. . New York: Knopf. 1977 （英语）.
- Moore, Gerald. . London: Hamish Hamilton. 1975. ISBN 9780241891650 （英语）.
- Neuman, Andrés. . Madrid: Alfaguara. 2009. ISBN 9788466324144 （西班牙语）.
- Suurpää, Lauri. . Bloomington: Indiana University Press. 2014. ISBN 978-0-253-01100-8 （英语）.
- Dorschel, Andreas. . The German Quarterly. 1993, LXVI (4): 467–476 （德语）.